# Herodotia subatriventris
Herodotia subatriventris is een vliesvleugelig insect uit de familie Eurytomidae. De wetenschappelijke naam is voor het eerst geldig gepubliceerd in 1923 door Girault.